# Col de Vence
Der Col de Vence ist ein Pass in den französischen Seealpen im Département Alpes-Maritimes. Er verbindet die Stadt Vence mit der Hochebene von Coursegoules und Gréolières. Die Straße ist eine Departement-Straße mit der Bezeichnung D2. Der Anstieg von Vence trägt die Kennziffer M2 für „Route métropolitaine“ wie alle früheren Département-Straßen im Großraum Nizza.
Die Passstraße führt durch den Parc des Noves. Bei der Abfahrt nach Vence ergibt sich ein schöner Blick auf die Küstenlandschaft an der Côte d’Azur sowie linkerhand auf das Bergmassiv der Baous. Die Passhöhe ist Ausgangspunkt für mehrere Wanderwege.

## Fahrradsport
Bei dem alljährlich im März stattfindenden Straßenradrennen Paris–Nizza ist der Col de Vence regelmäßig in die Streckenführung eingebunden. Bei Freizeit Radlern ist der Anstieg von Vence eine beliebte Herausforderung, die Steigung ist überwiegend moderat und der Kraftfahrzeugverkehr hält sich in Grenzen.

## Ufologie
Ufologen behaupten, dass der Pass ein Standort mit außergewöhnlichen Eigenschaften sei. Man könne dort Ufos und andere außerirdische Erscheinungen beobachten. In der Nähe des Pass gibt es ungewöhnliche Felsformationen, die die Phantasie anregen und Anlass für Spekulationen sind. Im Internet gibt es verschiedene bebilderte Berichte über außergewöhnliche Beobachtungen.